# Kanyakumari (ciutat)
Kanyakumari ("La princesa verge", coneguda amb el nom oficial de kanniyakumari, antigament coneguda amb el nom de Cap Comorin) és una ciutat del districte de Kanyakumari, a l'estat de Tamil Nadu, Índia. Està ubicada a l'extrem meridional del Subcontinent Indi, al Cap Comorin, i és la ciutat més meridinal de l'Índia continental. Està situada 90 km al sud de la ciutat de Thiruvananthapuram i 20 km al sud de Nagercoil, capital del districte de Kanyakumari.
Kanyakumari té una superfície de 25,89 km2  i al 2011 tenia una població de 29.761 habitants. La seva densitat de població era de 665 habitants per quilòmetre quadrat.
Kanyakumari és una destinació turística i de pelegrinatge important de l'´Índia. Entre els seus atractius turístics hi ha la vista de l'albada i la posta de sol, l'estàtua Thiruvalluvar i el Memorial Vivekanda Rock, a la costa. La ciutat limita a l'est, sud i oest amb el Mar de les Lacadives. Té una línia de costa de 71,5 km.
Als afores de Kanyakumari hi ha un temple dedicat a la deessa Kanya Kumari (deessa verge). Kanyakumari ha estat considerada ciutat des del període sangam;  a més a més, està referida a la literatura malayalam antiga i és citada per Ptolemeu i Marco Polo.

## Etimologia
El topònim de Kanyakumari deriva de la deïtat hindu Kanya Kumari (deessa verge), germana de Krixna.
El 1656 la Companyia Neerlandesa de les Índies Orientals va conquerir la Colònia portuguesa de Ceilan i va anomenar la ciutat amb el nom de Comorin. Durant el Raj britànic aquesta es va passar a anomenar Cape Comorin.
El 2016 el govern de l'Índia i de Madràs la passen a anomenar Kannayakumari.

## Geografia

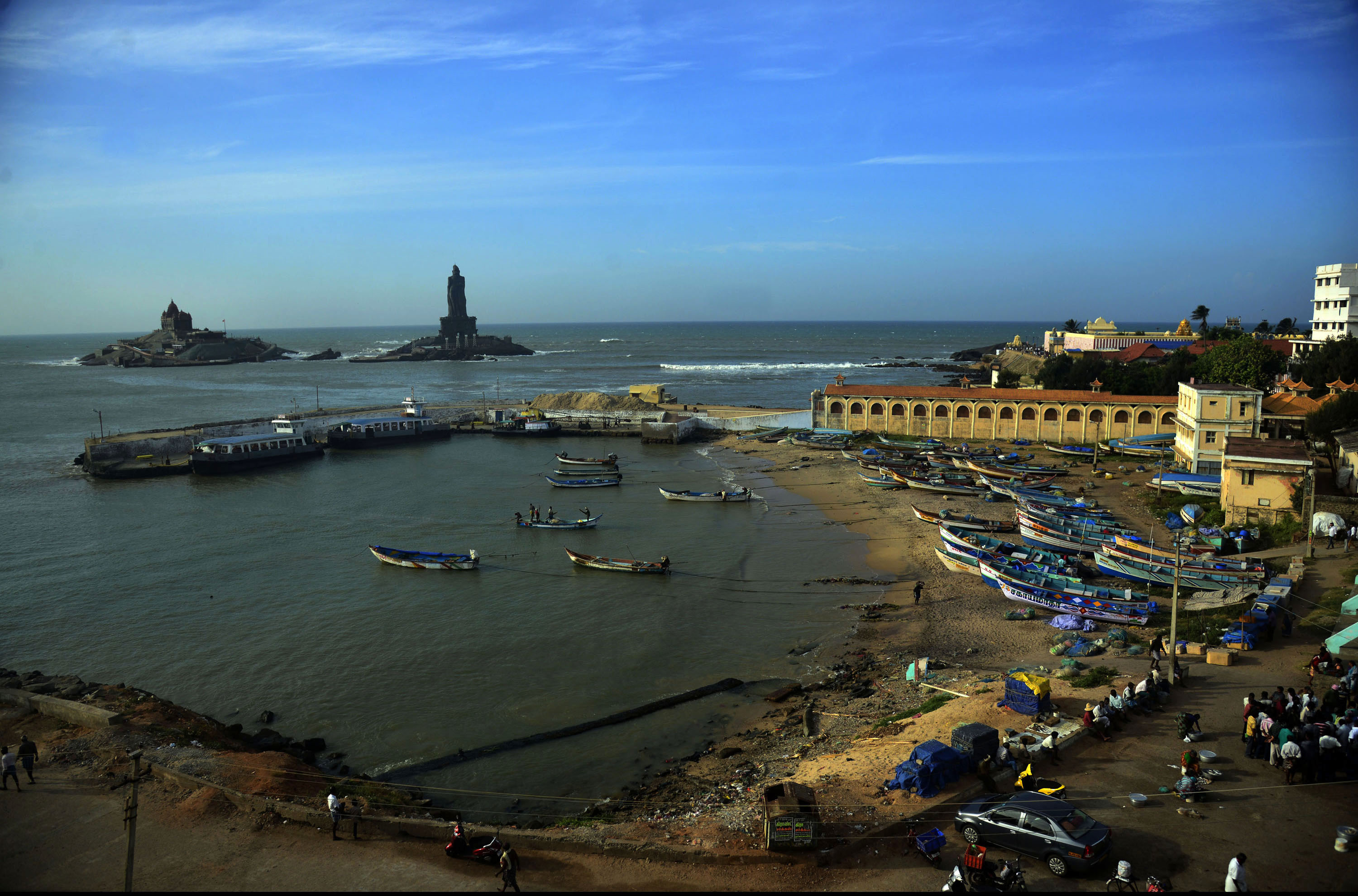
Costa de Kanyakumari

Kanyakumari està situada a 30 metres sobre el nivell del mar, al Cap Comorin. Està a una península envoltada per tres bandes pel Mar de les Lacadives, a la confluència entre els Ghats Occidentals i els Ghats Orientals. Està a 85 km al sud de la ciutat de Thiruvananthapuram, capital de Kerala i a 22 km al sud de Nagercoli, capital del districte de Kanyakumari.
La ciutat està al limit meridional del Subcontinent Indi.

## Demografia
Segons el cens de l'Índia de 2011, Kanyakumari tenia 29.761 habitants.
El 61,16% de la població són cristians; el 32,97%, hindús; i el 5,47%, musulmans (2011).

## Història

### Llegendes
Segons la mitologia hindu, Kanya Devi, un avatar de Pàrvati, es va casar amb Xiva. En la celebració de la boda, grans d'arròs i d'altres cereals van quedar crus. Aquests grans crus es van convertir en pedres, que es creu que són les que hi ha a la costa de la zona. A l'actualitat, Kanya Devi és considerada una deïtat verge que beneeix els pelegrins i turistes que visiten la ciutat. Hi ha un temple consagrat a aquesta deessa.
Segons una altra llegenda hindú, Hanuman va caure a la terra a prop de Kanyakumari quan portava una montanya des de l'Himàlaia fins a Sri Lanka durant la Guerra de Ramayana. Aquesta va formar la zona anomenada Marunthuvazh Malai, a 7 km de la ciutat. També es creu que el savi Agashya, expert en herbes medicinals, havia viscut a la zona.

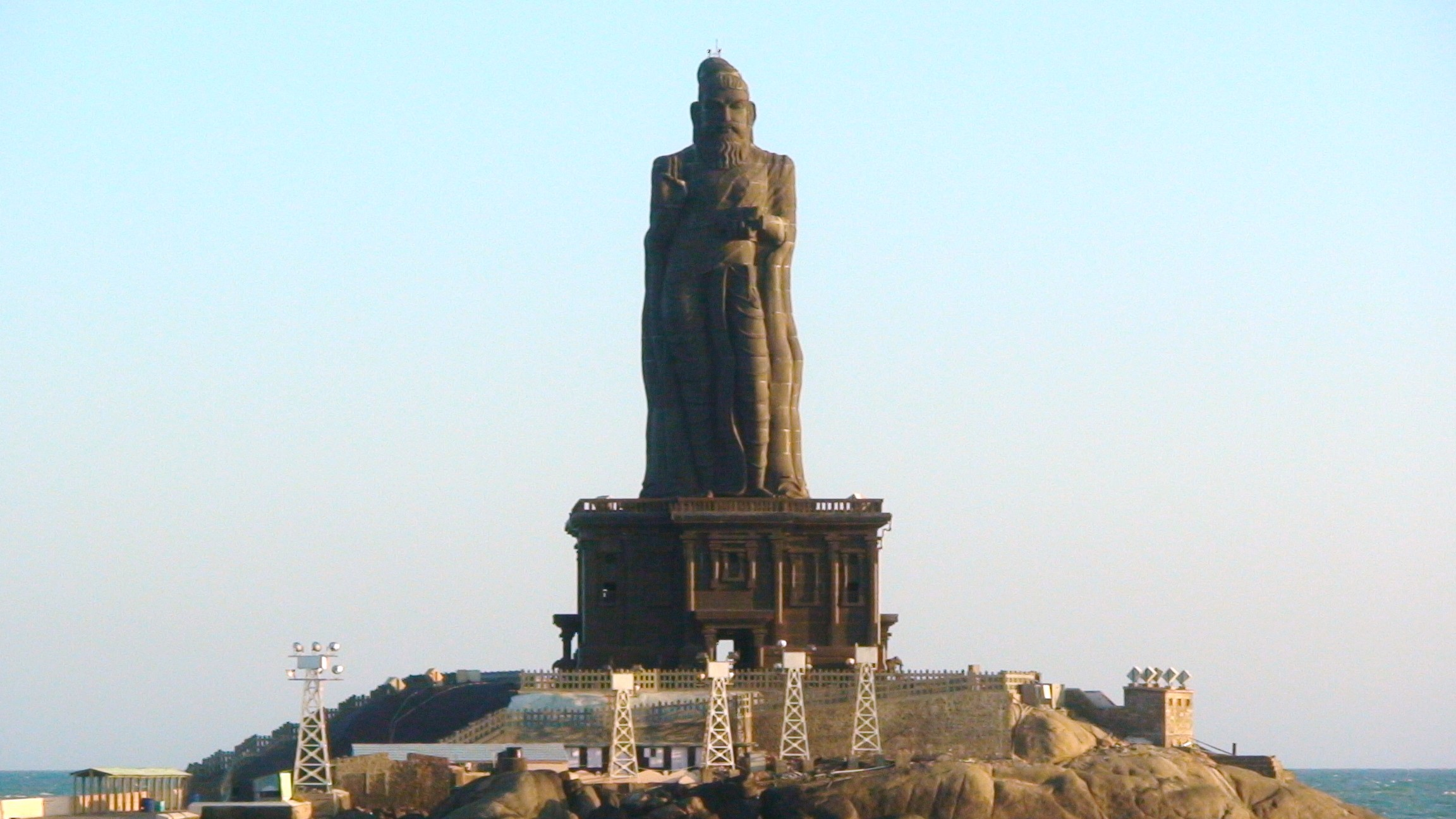
Estàtua Tiruvalluvar

## Patrimoni

### Estàtua de Tiruvalluvar
L'estàtua de Tiruvallutar és una estàtua del poeta i filòsof Tiruvallutar de 7 tones de pes. Té una alçada de 29 metres i està sobre una roca d11,5 metres que està situada enfront el cap Comorin. Aquesta estàtua, que representa la salut i el plaer, significa que la salud i l'amor es pot aconseguir si s'és virtuós. Entre l'estàtua i el pedestral fan una alçada de 133 peus (40,2 m) representant els 133 capítols del Tirukkural.
L'estàtua posa en una actitud de Nataraja. El seu autor és l'escultor indi V. Ganapati Sthapati, que també va construir el Temple Traivan i es va inaugurar l'1 de gener de 2000. El 26 de desembre del 2004 l'estàtua va patir l'embastida del tsunami però no va estar afectada estructuralment. L'estàtua ha estat dissenyada per suportar terratrèmols d'alta magnitud.

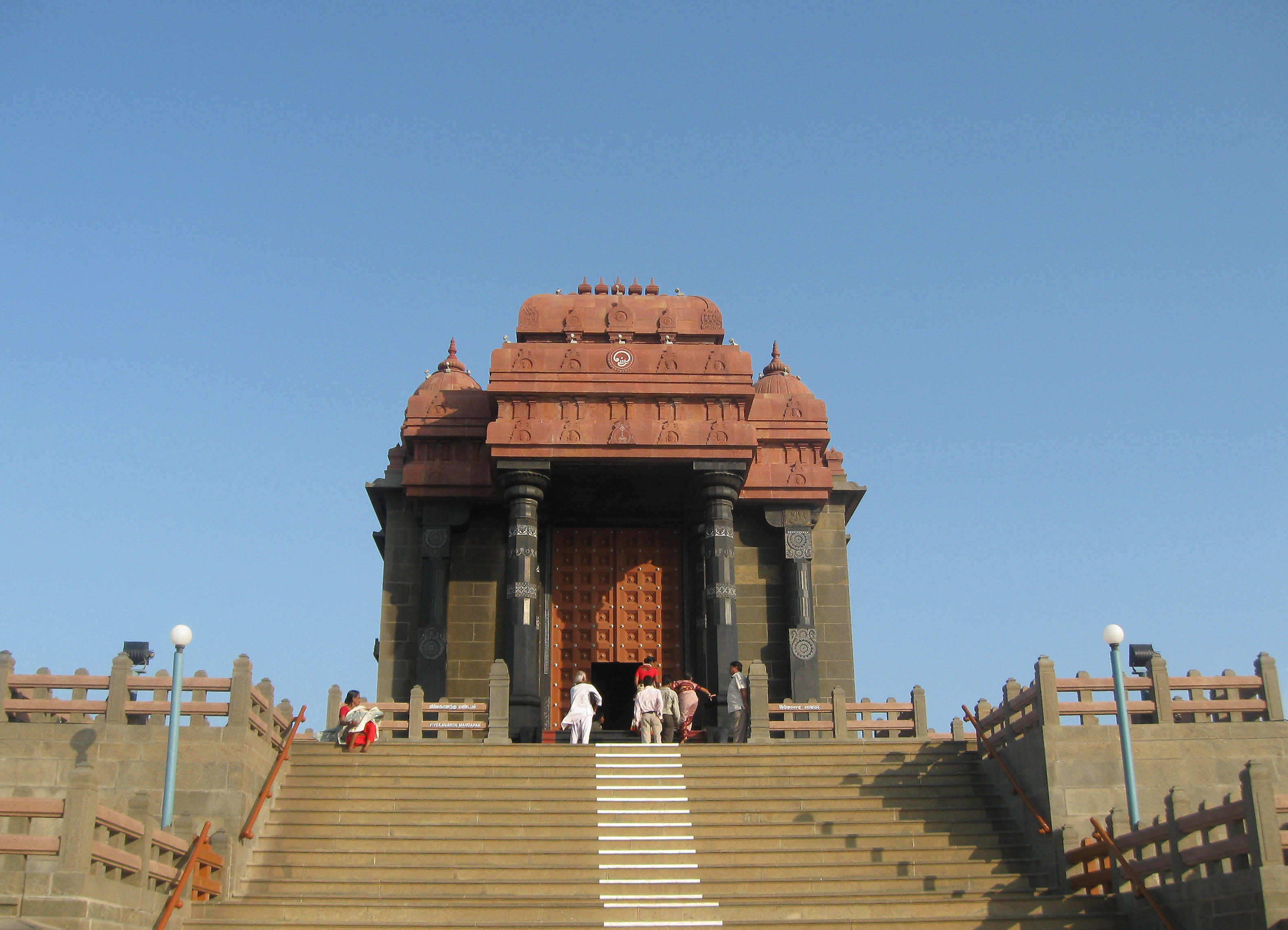
Entrada del temple del roc de Vivekananda

### Memorial de les roques de Vivekananda
El memorial de les roques de Vivekananda és un monument popular de Kanyakumari. Està al damunt de roques al mar de les Lacadives, 500 metres a l'est del continent. Es va construir l'any 1970 en honor a Swami Vivekananda, destacat religiós hindú, del qual es diu que va rebre l'il·luminació a la roca. Existeixen llegendes locals que fou en aquesta roca on apareixia la deessa Kumari. El disseny del mandapa incorpora diferents estils de temples d'arreu de l'Índia. Al memorial hi ha una estàtua de Vivekananda. El memorial consisteix en dues estructures principals: el Vivekananda Mandapam i el Shripada Mandapam.

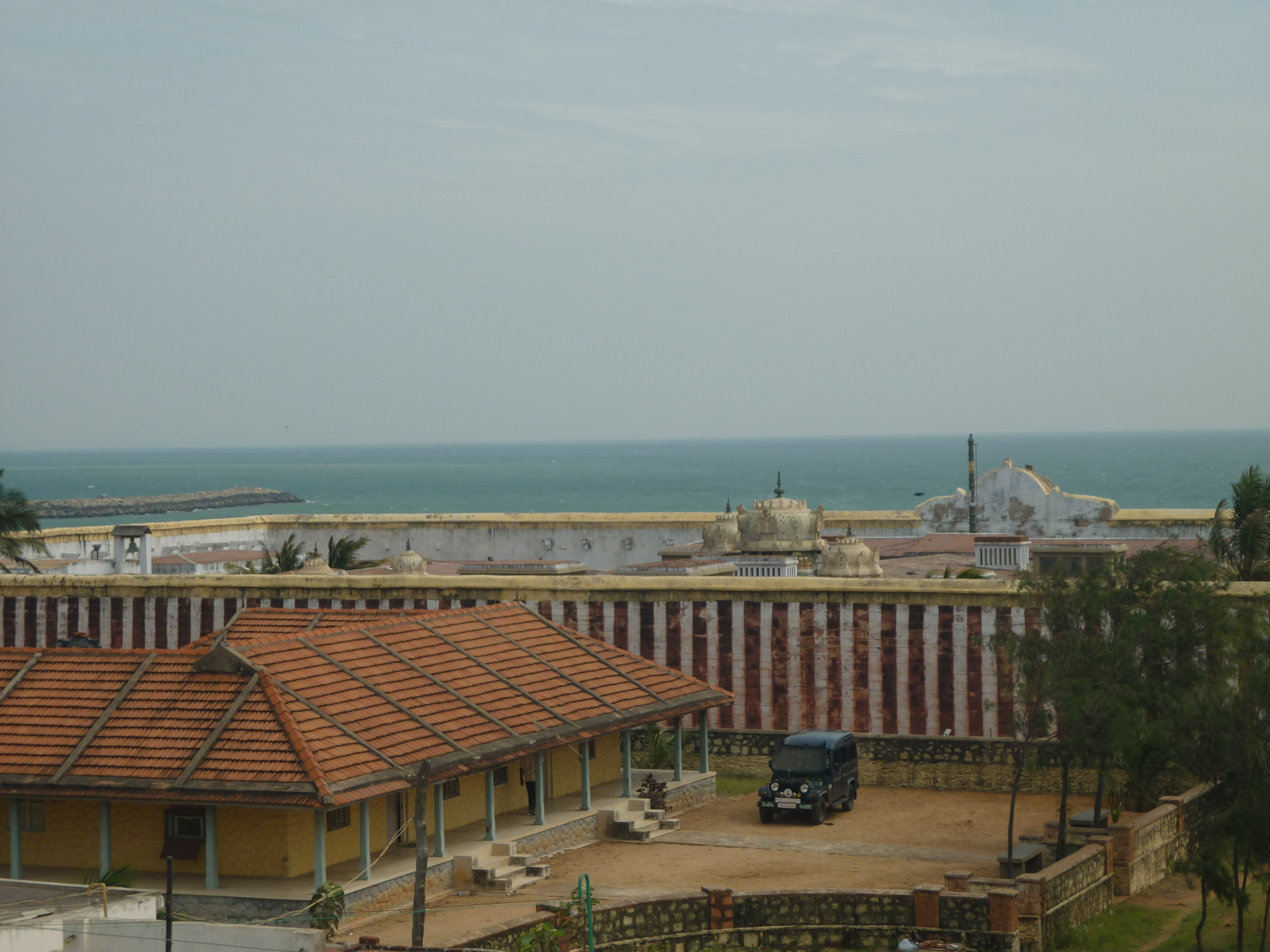
Temple Kumanriamm i l'oceà Índic

### Temple Bhagavathy Amman
El Bhagavathy Amman és un temple que té 3000 anys d'antiguitat dedicat a la deessa Kumari Amman localitzat a la costa del mar de les Lacadives. Kumari Amman és una de les formes del déu Devi, coneguda popularment amb el nom de "Kuamari Bhagavathy Amman". És el primer temple durga creat per Lord Parasurama. Està mencionat al Ramayana, el Mahabharata i el Purananuru.

### Memorial Ghandi Mandapam

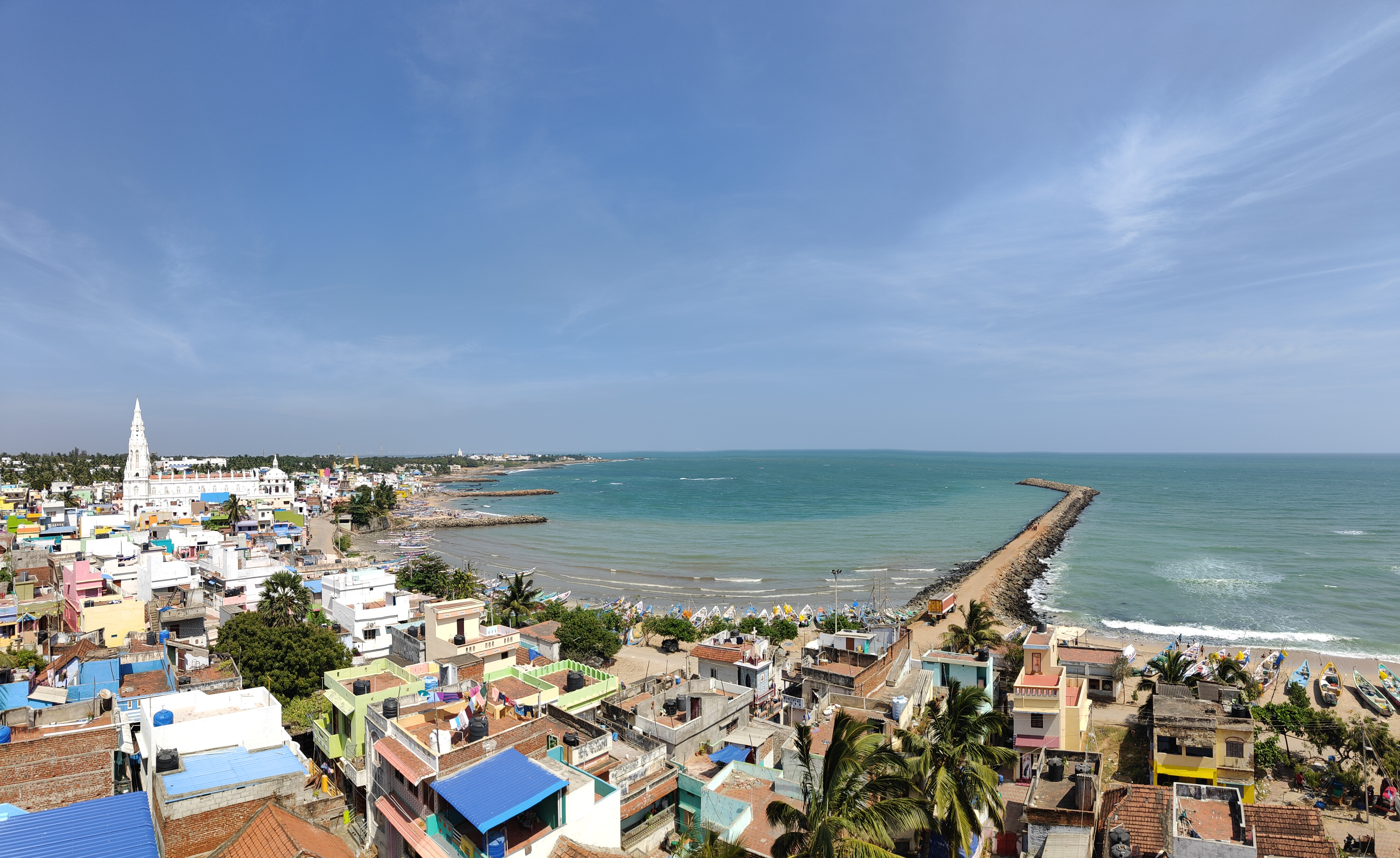
Moll de Kanyakumari

El Memorial Ghandi Mandapam ha estat construït al lloc on es guardava l'urna que conservava les centres del Mahatma per la seva visita pública abans de la seva immersió. Segueix l'estil dels temples del centre de l'Índia i s'ha dissenyat de manera que el 2 d'octubre, aniversari del naixemenet de Gandhi, els primers rajos de sol de l'albada mostrin el lloc exacte on s'hi guardaven les cendres.

### Moll de Kanyakumari
El moll de Kanyakumari és considerat una de les localitzacions icòniques de la ciutat. Està localitzat al lloc on s'ajunten els tres mars: el Golf de Bengala i el mar de les Lacadives, que està connectat amb l'Oceà Índic  i el Mar d'Aràbia.

### Monument Kamarajar Mani Mantapa

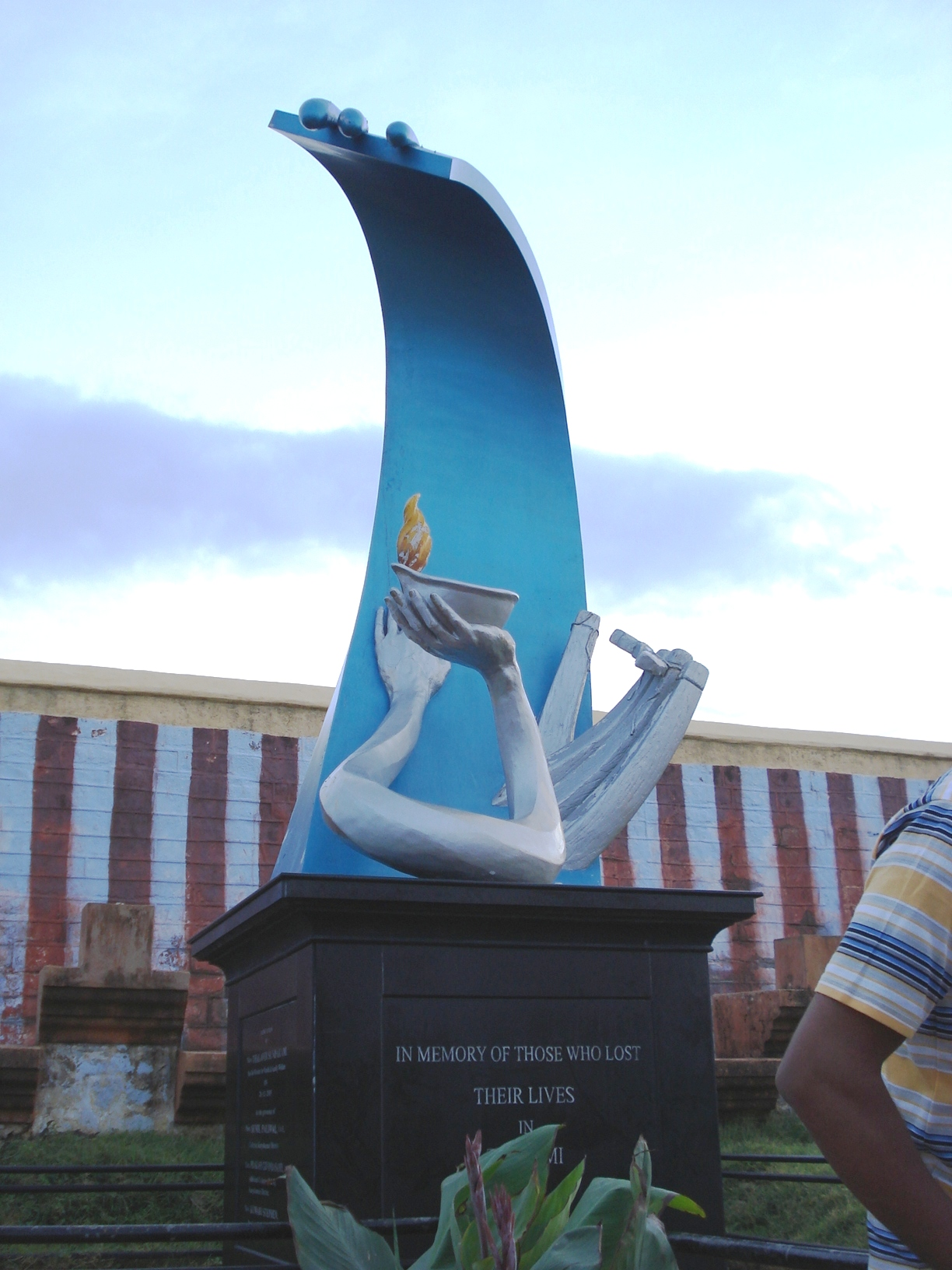
Memorial del tsunami

Monument dedicat a K. Kamaraj, activista del Moviment d'independència de l'Índia, Ministre en Cap de Tamil Nadu i president del Congrès Nacional Indi. Conegut popularment com a "Gandhi Negre". Està al lloc on es van mostrar les seves cendres abans de tirar-les al mar.

### Park Memorial del Tsunami
Monument en memòria del Tsunami de l'oceà Índic del 2004 que va causar les pèrdues personals de 230.000 vides a l'Índia, Sri Lanka, Somàlia, Tailàndia, Maldives i Indonèsia.

## Turisme
La Corporació Naval estatal ofereix serveis de ferry entre la ciutat, el memorial Vivekananda i l'estàtua de Tiruvalluvar, situats en illots rocosos de la costa des de 1984.